# Nino et Rébecca
Nino & Rébecca est une bande dessinée de Dab's, publiée aux éditions Milan puis Glénat.

## Personnages

### La famille
Nino
Nino est un petit garçon roux de 8 ans qui adore la nature et l'écologie contrairement à sa sœur Rébecca. C'est lui qui raconte les histoires. Il n'aime pas les zaricots verts (il ne prononce pas le mot haricot correctement), ni le foot. Lorsque ses parents l'ont inscrit à un club, c'est Rébecca qui s'est inscrite dans un club féminin avec toutes ses copines. Depuis, il fait du tir à l'arc. Il a une amoureuse, Olga, mais il n'ose pas avouer qu'il est amoureux d'elle.
Rébecca
C'est la sœur de Nino qui pense qu'elle est folle. Elle adore les fringues, les mecs et le foot et a une peur phobique de tout ce qui pique et de tout ce qui est pointu. Elle est amoureuse de Jean-Christophe qui est un crétin pour tout le monde sauf pour elle. À chaque fois qu'il lui arrive quelque chose de contrariant (exemple : quand on lui met un appareil dentaire), elle hurle que sa vie sociale est fichue. À la grande différence de son frère, elle se désintéresse totalement à la nature et à l'écologie.
Les parents
On ignore leur nom. Ils passent leur temps à se disputer mais ils finissent toujours par se réconcilier. Nino les adore tandis que Rébecca est moins proche d'eux et les traite souvent de fascistes. Elle préfère nettement sa mère à son père qu'elle traite souvent de réac.
Les grands-parents maternels
On ne les connaît pas. On sait juste que la grand-mère de Nino lui a tricoté un bonnet qu'il trouve moche mais les copains de Rébecca trouvent son frère canon quand il le porte.
Les grands-parents paternels
Ils sont très différents : le grand-père est gentil, aimable et entretient un jardin qui plaît beaucoup à Nino. La grand-mère, quant à elle, est froide, amère et passe son temps à crier après tout le monde. Elle persiste à appeler Rébecca Clarisse, bien que ce soit son deuxième prénom et elle lui fait tout faire : mettre la table, faire la vaisselle, etc. Nino adore son cassoulet et sa tarte aux pommes.

### Les amis
Alcibiade
Alcibiade est un copain de Nino. Il est amoureux de Rébecca depuis qu'il l'a vue toute nue dans sa chambre.
Olga
Olga est une copine et l'amoureuse de Nino. Ça semble d'ailleurs réciproque car elle devient écarlate quand elle s'imagine que Nino va lui offrir des fleurs dans une planche du tome 3.
Judicaelle
Judicaelle est une copine et la rivale de Rébecca par rapport à Jean-Christophe. Elle a un petit frère de 6 mois.
Camille
Camille est une copine de Rébecca. Elle a le bras cassé dans le tome 4.
Jean-Christophe
Jean-Christophe est l'amoureux de Rébecca. Tout le monde, sauf elle et ses copines, dit que c'est un crétin.

### Autres
Gérald
Il n'apparaît que dans le tome 1. C'était le premier prof de maths sup de Rébecca. Il est très beau et le père de Rébecca lui a trouvé un remplaçant quand elle est tombée amoureuse de lui.
Robert
C'est le remplaçant de Gérald. Il a 23 ans et est très laid. C'est pourquoi chaque cours de maths avec lui est une torture pour Rébecca.
Vittorio Doménico di Antipasti
C'est le photographe attitré de l'agence Lélite. Il trouve Rébecca superbe et l'invite à son agence pour qu'elle serve de modèle pour sa dernière publicité. Mais elle finit par découvrir que cette publicité était pour de la pommade contre la peau grasse et les boutons.
Monsieur Labaraque
C'est l'entraîneur de foot de Rébecca et ses copines. Il n'est pas très patient. Il fait un malaise dans le tome 2 en voyant les filles nues dans leur vestiaire.

### Les animaux
Le chat
Il est imaginé par Nino quand il parle de ses astuces pour faire disparaître les zaricots verts dans le tome 1.
Le sanglier
Quand Nino et Rébecca partent faire du camping avec leurs parents dans le tome 1, il s'installe dans la tente des enfants, partis dormir ailleurs à cause des chaussettes de Nino. Le matin, le père entend d'énormes ronflements et se bat avec le sanglier en voulant ; Jerzy
C'est une petite souris que Nino recueille dans le tome 2. Comme Rébecca a peur des bêtes, il décide de lui faire une blague. Mais quand Rébecca la voit, elle l'écrase.
Titus
C'est le chien des grands-parents paternels de Nino et Rébecca. Dans le tome 2, à la grande joie de Nino, il fait pipi sur les haricots verts que son grand-père venait de récolter. Rébecca vomit lorsqu'elle l'apprend.

## Albums
1. Tu t'es vue?  - Milan - (2004)
2. C'est pour moi! - Milan - (2005)
3. Ça lui passera! - Milan - (2007)
4. Tu veux ma photo? - Milan - (2010)
5. Ton corps change! - Glénat - (2012)
6. Faut que ça sorte! - Glénat - (2013)
7. Pars pas les mains vides! - Glénat - (2015)

## Anecdote
- Dans le tome 1, quand Alcibiade arrive à l'école avec un bouquet de fleurs pour Olga, on aperçoit deux petits garçons ressemblant à Tony de Tony et Alberto et à Samson de Samson & Néon
- Dans le tome 1, quand Nino et sa maman font acheter les ingrédients d'un gâteau, on aperçoit deux personnages ressemblant à Franky de Franky Snow et à Malika de Malika Secouss.